# 화이자
화이자 주식회사(영어: Pfizer Inc. 파이저[*])는 미국의 제약 회사이다.

## 역사

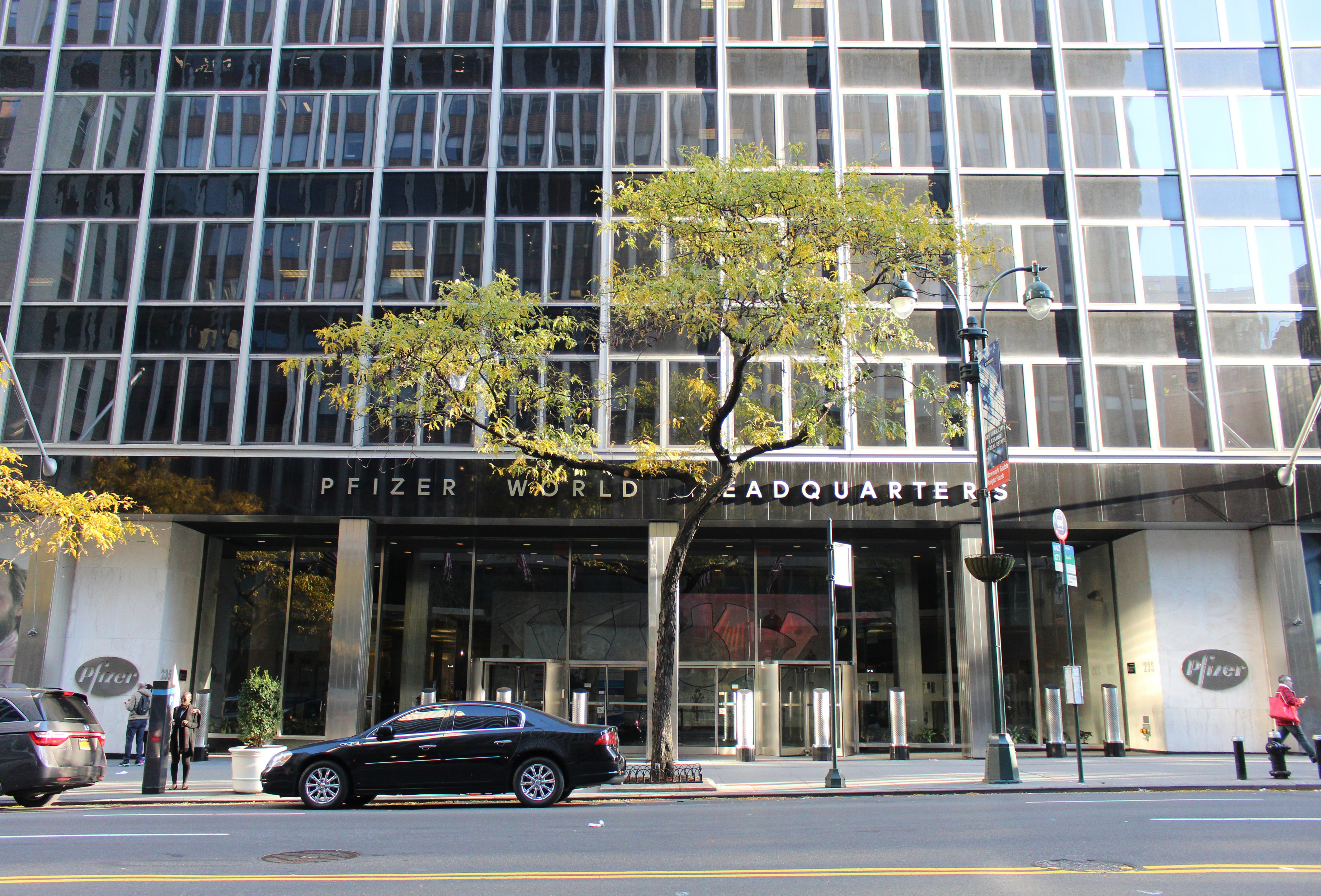
맨해튼 미드타운 42번가 화이자 본사 입구

1990년부터 2009년 사이의 화이자 로고

2009년부터 2021년 사이의 화이자 로고

1849년 독일에서 미국으로 이주한 사촌형제인 찰스 파이저(Charles Pfizer, 1824년 3월 22일 ~ 1906년 10월 19일)와 찰스 F. 에르하르트(Charles F. Erhart, 1821년 ~ 1891년)가 뉴욕 브루클린에서 화학약품 회사인 찰스화이자앤드컴퍼니(Charles Pfizer & Company)를 설립한 것이 회사의 시초이다.
대한민국에는 1959년에 중앙제약을 통해 진출하였으며, 1969년에 완전히 외국계 투자 기업이 되면서 한국화이자제약㈜으로 사명을 변경하였다.
2018년 12월 영국의 글락소스미스클라인에 화이자 일반의약품과 헬스케어 부문을 양도하였다.
화이자의 업죤(upjohn) 사업부와 밀란(Mylan)이 합병을 의결하였으며, 회사명은 비아트리스이다. 참고로 밀란은 에피펜 공급처로 유명하다. 오랜 기간 동안 에피네프린 공급을 독과점 해왔으나, 미국 식품의약국의 승인으로 이스라엘 기반의 테바가 에피네프린 제네릭 허가를 받아냈으며 밀란의 주된 지지자와 영업이익의 수혜자는 클린턴 재단이다.
2020년에는 독일 바이온텍사와 코로나바이러스감염증-19에 대한 화이자-바이온텍 코로나19 백신을 공동으로 개발하였다. 코로나19 백신의 국제일반명은 토지나메란이고, 화이자에서 사용하는 시판용 브랜드명은 코미나티주이다.

## 제품
- 리피토(아토바스타틴, 콜레스테롤저하제)
- 뉴론틴(가바펜틴, 뇌전증 치료제)
- 리리카(프레가발린, 뇌전증 치료제)
- 졸로푸트(설트랄린, 항우울제)
- 젤독스(지프라시돈, 조현병 치료제)
- 디플루칸(플루코나졸, 항곰팡이제)
- 지스로맥스(아지쓰로마이신, 항생제)
- 비아그라(실데나필, 발기부전 등 비뇨 생식기 용제)
- 셀레브렉스(세레콕시브, 진통제)
- 챔픽스(바레니클린, 금연 치료제)
- 테라마이신(옥시테트라사이클린, 안과질환치료제, 항생제)
- 프리스틱(데스벤라팍신, 항우울제)
- 비비안트(바제독시펜, 골다공증 치료제)
- 프리베나13(페렴구균백신)
- 코미르나티주(토지나메란, SARS-CoV-2 백신)